# Maison de maître de poste (Saint-Vit)
La maison de maître de poste est une maison du XVIIIe siècle, protégée des monuments historiques, située à Saint-Vit, dans le Doubs, en France.

## Localisation
La maison est située au 11 grand rue, au centre du village de Saint-Vit. 

## Histoire
Saint-Vit était, sous l'ancien régime, un relais important de diligences et de malle-poste. Les maitres de postes étaient alors des personnes importantes au niveau local. Claude François Billon, maitre de poste à Saint-Vit, fait construire cette maison en 1778.
La maison est inscrite au titre des monuments historiques en 1977.

## Architecture

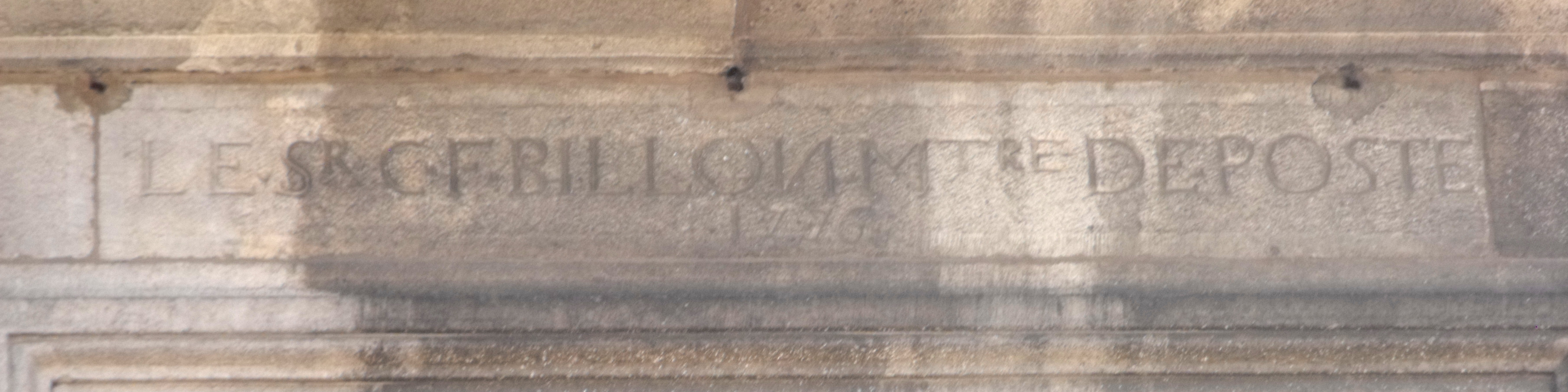
Dédicace

La maison est de style néo-classique. L'étage sous toit est agrémenté de lucarnes. Une dédicace orne la façade : « LE SR C F BILLON MTRE DE POSTE ».